# Don Chisciotte alle nozze di Gamaccio
Don Chisciotte alle nozze di Gamaccio (spanischer Titel: Don Quijote en las bodas de Camacho; deutsch etwa: „Don Quijote bei der Hochzeit des Gamaccio“) ist eine Opera buffa (Originalbezeichnung: „Melodramma giocoso“) in einem Akt von Saverio Mercadante (Musik) mit einem Libretto von Stefano Ferrero. Sie behandelt eine Episode aus Miguel de Cervantes’ Don Quijote und wurde am 10. Februar 1830 im Teatro Principal des spanischen Cádiz uraufgeführt.

## Handlung
Hof im Haus Don Diegos
Szene 1. Die Dorfbewohner freuen sich auf die bevorstehende Hochzeit von Gamaccio und Chiteria. Sie sind besonders gespannt auf den fahrenden Ritter Don Chisciotte, der mit seinem Knappen Sancio Pansa zum Fest kommen will (Nr. 1 Introduktion: „Per le nozze di Gamaccio“).
Szene 2. Sancio Pansa trifft ein, um den Empfang seines Herrn vorzubereiten (Cavatine Sancio: „Basta, basta, vi ringrazio“). Die Dorfbewohner machen sich über ihn und seinen Esel Ruccio lustig (Stretta Sancio/Chor: „Caro il mio Ruccio, povero ciuccio“).
Szene 3. Nachdem die Landleute sich ins Haus zurückgezogen haben, ärgert sich Sancio über den kühlen Empfang. Er reitet wieder zurück.
Zimmer im Haus Chiterias
Szene 4. Chiteria ist zutiefst unglücklich, weil sie auf Anweisung ihres Vaters Bernardo anstelle ihres Geliebten Basilio den wohlhabenden Gamaccio heiraten muss (Cavatine Chiteria: „Tutto s’allegra intorno“).
Szene 5. Da trifft Basilio selbst ein. Um nicht erkannt zu werden, hat er sich in einen Umhang gehüllt. Nachdem Chiteria ihm die Lage beschrieben hat, fordert Basilio sie auf, sich für ihn zu erklären (Duett Chiteria/Basilio: „Giura crudel che mia per sempre“). Sie wären dann zwar arm, aber glücklich. Chiteria fürchtet jedoch die Rache ihres Vaters. Sie fleht Basilio an, alleine zu fliehen und sie in ihrer Verzweiflung zurückzulassen.
Szene 6. Gamaccio unterhält sich voller Vorfreude mit seinem künftigen Schwiegervater Bernardo. Er bittet ihn, Chiteria zu holen, weil er sie vorab schon einmal umarmen will. Bernardo stimmt zu. Als Chiteria in trauriger Stimmung eintrifft, fordert ihr Vater sie auf, Bernardo zu vergessen. Die beiden Männer entfernen sich.
Szene 7. Chiteria klagt über die Grausamkeit ihres Vaters.
Dorfplatz
Szene 8. Der gerade eingetroffene Don Diego macht seine Frau Cristina neugierig auf seinen originellen Freund Don Chisciotte. Freudenrufe der Dorfbewohner kündigen bereits dessen Erscheinen an (Chor: „Viva, viva, Don Chisciotte“).
Szene 9. Don Chisciotte und Sancio reiten herein. Als ersterer einige in Toboso hergestellte Fässer bemerkt, steigt er von seinem Pferd Rozinante und überlässt sich seinen Erinnerungen an die von ihm verehrte Dulcinea. Er entschuldigt sich dafür bei Cristina mit einem Hinweis auf seine starken Liebesgefühle (Cavatine Don Chisciotte: „Perdon ti chiedo, o donna“). Sancio versucht vergeblich, die Dörfler vom Lachen abzuhalten.
Szene 10. Don Diego präsentiert seiner Frau den in ganz Spanien bekannten Ritter Don Chisciotte. Sancio fühlt sich davon zurückgesetzt. Don Chisciotte bietet Cristina seine Dienste an.
Szene 11. Auf dem Platz unterhalten sich die Bauern der Umgebung und Gamaccios Freunde angeregt über Don Chisciotte und seinen Knappen. Sie berichten Gamaccio, dass die beiden zu seiner Hochzeit kommen wollen, und überreden ihn, eine standesgemäße Begrüßung einzuüben (Chor und Arie Gamaccio: „Hai veduto? Cosa è stato?“).
Szene 12. Basilio will Gamaccio seine Geliebte auf keinen Fall überlassen.
Zimmer im Haus Don Diegos
Szene 13. Während Sancio Don Chisciottes Rüstung abnimmt, unterhalten sich die beiden über Dulcinea. Eine ungeschickte Bemerkung Sancios lässt Don Chisciotte glauben, dass dieser etwas zugestoßen ist. Sancio hat Mühe, seinen Herrn zu beruhigen (Duett Don Chisciotte/Sancio: „Ah parla, scudiero infame“).
Szene 14. Cristina führt Gamaccio und einige Freunde ins Haus. Gamaccio glaubt nicht, dass „der Narr“ Basilio ihm bei Chiteria in die Quere kommen könnte. Sancio teilt ihm mit, dass Don Chisciotte für einen formellen Auftritt bei der Hochzeitsfeier bestens ausgerüstet ist.
Außerhalb von Don Diegos Haus
Szene 15. Don Diego hat die Liebe zwischen Basilio und Chiteria bemerkt. Er hält die von ihrem Vater arrangierte Ehe für falsch.
Szene 16. Sancio legt sich die Rüstung Don Chisciottes an. Er träumt davon, selber als Ritter Heldentaten zu begehen.
Szene 17. Während Sancio Ritter spielt, tritt Basilio ein. Er hält Sancio für Don Quixote und fleht ihn an, ihm bei der Rettung Chiterias zu helfen (Duett Basilio/Sancio: „Cavalier, deh m’ascoltate“). Nachdem Sancio den Fall angehört hat, rät er Basilio jedoch, Chiteria aufzugeben. Basilio fühlt sich von ihm verhöhnt und zieht sein Schwert. Daraufhin gibt sich Sancio ihm zu erkennen und fleht ängstlich um Gnade.
Liebliche Landschaft
Szene 18. Inzwischen sind die Vorbereitungen für das Hochzeitsfest abgeschlossen. Die Gäste und das Brautpaar treffen in einem feierlichen Brautzug ein: An der Spitze Don Diego mit seiner Frau und ihrem Gefolge, dann die von vier Bauern gezogene Kutsche mit Chiteria und Gamaccio, die von Don Chisciotte und Sancio flankiert wird. Den Abschluss bilden Bernardo und die Bauern, die das Brautpaar bejubeln (Chor: „Viva i sposi“). Da erscheint Basilio in einer schwarzen Tunika mit geflammten Rändern. In den Händen trägt er eine Zypressenkrone und einen Stock mit eiserner Spitze. In einem dramatischen Auftritt erklärt er, dass Chiteria ihm Treue geschworen habe (Basilio: „Quanto imponi la sacra legge“). Er bekräftigt seine eigene unverbrüchliche Treue, tut so, als würde er sich mit seinem Stock selbst töten und lässt sich zu Boden fallen. Mit seinen vermeintlich letzten Worten bittet er darum, vor seinem Tode mit Chiteria vereint zu werden. Gamaccio und Bernardo lehnen dies zunächst ab. Don Chisciotte jedoch besteht darauf, ihm diesen Wunsch zu erfüllen. Da auch Don Diego und die Dorfbewohner zustimmen, kniet Chiteria vor Basilio nieder und leistet den Hochzeitsschwur. Unmittelbar danach springt Basilio wieder auf. Er und Chiteria bekräftigen noch einmal den Schwur. Gamaccio will sich damit nicht abfinden. Er zieht sein Schwert und fordert Basilio zum Kampf auf. Da greift Don Chisciotte ein und erklärt, dass in der Liebe wie im Krieg alle Mittel erlaubt seien. Gamaccio habe genug Geld, um sich eine andere schöne Braut zu suchen. Die Hochzeitsgäste jubeln, und das Brautpaar besingt sein wiedergefundenes Glück. Alle erkennen, das Don Chisciotte dieses herbeigeführt hat.

## Gestaltung
Mercadantes Oper verlässt sich nicht nur auf die burlesken Elemente der Vorlage und Situationskomik, sondern zeigt auch die unterschiedlichen Charaktereigenschaften der handelnden Personen auf. Auf diesen ernsteren Inhalt deutet auch der Untertitel „Melodramma giocoso“ hin. Die Charakterisierung geschieht ausschließlich mit Hilfe der jeweiligen Stilhöhe. Sancios erste Arie (Szene 2) beispielsweise ist eine typische neapolitanische Buffo-Partie mit Einsatz des Parlando. Chiterias Cavatine (Szene 4) und ihr Duett mit Basilio (Szene 5) dagegen weisen Elemente der Opera seria auf. Sogar innerhalb ein und derselben Musiknummer kombiniert Mercadante unterschiedliche Stile. Der tragisch-komische Charakter des Titelhelden wird in seiner Auftrittsarie deutlich (Szene 9), in der er von Dulcinea träumt, während ihn die Dorfbewohner auslachen. In Szene 17 imitiert Sancio in seiner Konfrontation mit Basilio zunächst den Gesangsstil Don Chisciottes, bevor er in seinen eigenen Parlando-Stil wechselt. Umgekehrt nutzt Basilio den leichten Stil, um bei seiner Bitte um Hilfe seine Unterwürfigkeit darzustellen, und wechselt anschließend in den für ihn eigentlich typischen ernsten Stil.
Das für acht Sänger bestimmte „Pezzo concertato“ des Finales steht in der neapolitanischen Tradition. Der Chor hat eine ungewöhnlich große Bedeutung. Er trägt wie eine eigenständige Figur zur Handlung bei. Eine Besonderheit dieser Oper ist die Verwendung von typischen spanischen Melodien, auf die bereits das Libretto von 1830 hinweist. Ein Beispiel ist der mit „Tempo di mancieca“ bezeichnete Auftritt Don Chisciottes. Das Finale wird mit einem „Tempo di Bolero“ eingeleitet, und die Cavatine Chiterias und das Schlussrondo verarbeiten den Bolero „Cuanta veces mis ojas“, der 1812 im Druck erschienen war. All diese Elemente kombinierte Mercadante mit den Neuerungen Gioachino Rossinis wie beispielsweise dem typischen Crescendo in der Ouvertüre. Die Cavatine Sancios ist offensichtlich an Figaros Cavatine „Largo al factotum“ aus Il barbiere di Siviglia angelehnt.

### Orchester
Die Orchesterbesetzung der Oper enthält die folgenden Instrumente::633
- Holzbläser: Piccoloflöte, Flöte, zwei Oboen, zwei Klarinetten in B und A, Fagott
- Blechbläser: Trompeten in C, D, Es, F und G, Posaune
- Pauken in C und G
- Streicher: Violinen 1, Violinen 2, Bratschen, Violoncelli, Kontrabässe
- Basso continuo (Secco-Rezitative)

Neben den Secco-Rezitativen gibt auch von Streichern begleitete Accompagnato-Rezitative.

### Musiknummern
Die Oper enthält insgesamt acht Musiknummern, die sich auf achtzehn Szenen verteilen:
- Sinfonia: Allegro moderato
- Nr. 1 Introduktion (Chor, Sancio): „Per le nozze di Gamaccio“ (Szene 1)
  - Cavatine (Sancio, Chor): „Basta, basta, vi ringrazio“ (Szene 2)
  - Stretta (Sancio, Chor): „Caro il mio Ruccio, povero ciuccio“ (Szene 2)
  - Rezitativ (Sancio): „Corpo di cento, mille molini a vento“ (Szene 3)
- Nr. 2 Cavatine (Chiteria): „Tutto s’allegra intorno“ (Szene 4)
- Nr. 3 Rezitativ, Szene und Duett (Szene 5)
  - Rezitativ (Chiteria): „Che far dovrò?“ (Szene 5)
  - Szene (Chiteria, Basilio): „Chi veggo? Chi è mai costui?“ (Szene 5)
  - Duett (Chiteria, Basilio): „Giura crudel che mia per sempre“ (Szene 5)
  - Rezitativ (Bernardo, Gamaccio, Chiteria, Don Diego, Cristina): „Oh caro il mio Gamaccio“ (Szene 6)
  - Rezitativ (Chiteria): „Padre, inhumano padre“ (Szene 7)[A 3]
  - Rezitativ (Don Diego, Cristina, Chor): „Di poche ore ho preceduto“ (Szene 8)
- Nr. 4 Chor und Cavatine (Chor, Don Chisciotte, Sancio, Cristina): „Viva, viva, Don Chisciotte“ (Szene 8)
  - Rezitativ (Don Chisciotte): „Cielo, che miro?“ (Szene 9)
  - Cavatine (Don Chisciotte, Chor, Cristina, Don Diego, Sancio): „Perdon ti chiedo, o donna“ (Szene 9)
  - Rezitativ (Don Diego, Sancio, Don Chisciotte, Cristina): „In bando, cavalier, le tristi idee“ (Szene 10)
- Nr. 5 Chor und Arie (Gamaccio): „Hai veduto? Cosa è stato?“ (Szene 11)
  - Rezitativ (Basilio): „Tutto tentar saprò“ (Szene 12)
  - Rezitativ (Sancio, Don Chisciotte): „Dove trovar potrassi uno scudier più fino?“ (Szene 13)
- Nr. 6 Duett (Don Chisciotte, Sancio): „Ah parla, scudiero infame“ (Szene 13)
  - Rezitativ (Cristina, Gamaccio, Sancio): „Entri, signor Gamaccio“ (Szene 14)
  - Rezitativ (Don Diego): „Eppur da quel che intesi“ (Szene 15)
  - Rezitativ (Sancio): „Io sfido tutti i sguatteri di Spagna“ (Szene 16)
  - Rezitativ (Don Diego, Sancio, Basilio): „Ecco lo trovo alfin“ (Szene 17)
- Nr. 7 Duett (Basilio, Sancio): „Cavalier, deh m’ascoltate“ (Szene 17)
- Nr. 8 Chor und Finale (Tutti): „Viva i sposi“ (Szene 18)
  - (Basilio, Tutti) „Quanto imponi la sacra legge“ (Szene 18)

## Werkgeschichte
Der italienische Opernkomponist Saverio Mercadante erhielt 1826 eine Anstellung in Madrid, das zu dieser Zeit allerdings kein eigenes Opernhaus besaß. Schon im folgenden Jahr wechselte er wohl auch aus diesem Grund als Chefdirigent an das Teatro São Carlos in Lissabon. Nach dem Staatsstreich Dom Miguels 1828 wurde dieses Haus jedoch geschlossen, und Mercadante ging Anfang 1829 mit seinem Ensemble nach Cádiz in Spanien. Zur Spielzeit 1830/1831 wurde er erneut als Operndirektor nach Madrid berufen. Seine für die Karnevalsaison 1829/1830 komponierte komische Oper Don Chisciotte alle nozze di Gamaccio gilt als sein „Abschiedsgeschenk“ an das von ihm hochgeschätzte Cádiz.
Das Libretto schrieb der Sänger Stefano Ferrero. Er übernahm bei der Uraufführung auch die Titelrolle. Im Dezember 1829 hatte er Mercadante bereits den Text für eine Kantate zur Hochzeit König Ferdinands VII. mit Christina von Neapel geliefert. Der Text der Oper basiert auf den Kapiteln 19–21 des zweiten Buchs von Miguel de Cervantes’ Roman Don Quijote.:626
Die Uraufführung fand am 10. Februar 1830 im Teatro Principal in Cádiz statt. Neben dem bereits genannten Ferrero sangen laut Angabe im gedruckten Libretto Gaetano Marconi (Sancio Pansa), Adelaide Varese Pedrotti (Chiteria), Luigi Rigola (Gamaccio), Ignazio Pasini (Basilio), Luigi Vaccani (Bernardo), Teresa Zappucci (Cristina) und Antonio Garcia (Don Diego). Die Oper wurde gut aufgenommen, und es gab noch im Februar fünf Folgeaufführungen. 1841 wurde sie im Teatro del Circo mit einigen Änderungen im Libretto unter dem Titel Don Quijote de la Mancha in Madrid gespielt. Dort gab es noch zwei Folgeaufführungen und eine weitere im Teatro de la Cruz. 1869 wurde das Werk in eine Zarzuela umgewandelt und in spanischer Sprache am Teatro de la Zarzuela in Madrid gespielt.:623f
Anschließend geriet Mercadantes Oper in Vergessenheit. Nur das Libretto und die Ouvertüre lagen in gedruckter Form vor. Letztere erreichte als Konzertstück mit dem Titel Sinfonia caratteristica spagnuola einige Bekanntheit. Das autografe Manuskript brachte Mercadante 1831 nach Italien. Nachdem der italienische Staat seinen Nachlass 1895 erworben hatte, gelangte es in das Konservatorium von Neapel, wo es unter einem fehlerhaften Titel katalogisiert wurde: „La rappresaglia (Don Chisciotte alla nozze di Gamacio)“. Es galt daher lange Zeit als verschollen, bis es 2005 Doménico Carboni, der Direktor der Musikbibliothek des Konservatoriums „Santa Cecilia“ in Rom, wiederentdeckte. Carboni erstellte daraus zusammen mit dem Maestro Pedro Oltra eine kritische Ausgabe, die 2006 in der Aula Magna des Palacio de la Cancillería in Rom vorgestellt und am 26. Januar 2007 in einer Fassung für Klavier und Gesangsstimmen in Madrid gespielt wurde.:6f 2007 wurde sie auch unter der Leitung von Antonino Fogliani beim Festival Rossini in Wildbad gespielt. Ein Mitschnitt erschien bei Naxos auf CD.

## Aufnahmen
- Juli 2007 – Antonino Fogliani (Dirigent), Czech Chamber Soloists (Brno), Chor von San Pietro a Majella (Neapel).
 Ugo Guagliardo (Don Chisciotte), Domenico Colaianni (Sancio Pansa), Laura Catrani (Chiteria), Ricardo Mirabelli (Gamaccio), Hans Ever Mogollon (Basilio), Giulio Mastrototaro (Bernardo), Marisa Bove (Cristina), Filippo Polinelli (Don Diego).
 Live, konzertant vom Festival Rossini in Wildbad; Neuausgabe von Florian Bauer.
 Naxos 8.660312-13.[10]